# Yogi Bear: Cartoon Capers
Pour le personnage de fiction, voir Yogi l'ours.
Yogi Bear: Cartoon Capers ou Adventures of Yogi Bear aux États-Unis est un jeu vidéo de plates-formes sorti en 1994 sur Mega Drive et Super Nintendo. Le jeu a été développé par Blue Turtle et édité par Empire Interactive.
Le jeu est basé sur le personnage d'animation Yogi l'ours.